# アムネリス (小惑星)
アムネリス (871 Amneris) は小惑星帯に位置する小惑星である。ハイデルベルクのケーニッヒシュトゥール天文台でマックス・ヴォルフによって発見された。
ジュゼッペ・ヴェルディのオペラ『アイーダ』の登場人物にちなんで命名された。
フローラ族のサブグループである、アムネリス族の命名のもととなった。